# 정강희
정강희는 대한민국의 배우이다.

## 출연작

### 영화
- 《괴물》 (2006년) - 윤 사장 직원 역
- 《청춘만화》 (2006년) - 껄렁남 역

### 드라마
- 《야인시대》 (2002년, SBS) - 신마적 학생패 역
- 《압구정 종갓집》 (2003년, SBS)
- 《쾌걸춘향》 (2005년, KBS2) - 조폭 역
- 《서동요》 (2005년, SBS) - 노비 역
- 《썸데이》 (2006년, OCN) - 양아치대장 역
- 《S클리닉》 (2007년, SUPER ACTION)
- 《타짜》 (2008년, SBS)
- 《나쁜 남자》 (2010년, SBS) - 도둑 역
- 《가시나무새》 (2011년, KBS2) - 보도실장 역
- 《KBS 드라마 스페셜 - 수호천사 김영구》 (2011년, KBS2) - 깡패 역
- 《해를 품은 달》 (2012년, MBC) - 윤보경 집 노비 역
- 《내 딸 서영이》 (2012년, KBS2) - 이서영이 택시비를 달라고 한 남자 역
- 《대풍수》 (2012년, SBS)
- 《가족의 탄생》 (2012년, SBS)
- 《연애조작단; 시라노》 (2013년, tvN)
- 《더 바이러스》 (2013년, OCN)
- 《루비 반지》 (2013년, KBS2)
- 《황금 무지개》 (2013년, MBC)
- 《따뜻한 말 한마디》 (2013년, SBS)
- 《불멸의 이순신》 (2014년, KBS1)
- 《신의 선물 - 14일》 (2014년, SBS)
- 《엔젤 아이즈》 (2014년, SBS) - 편의점에서 내기하는 남자 역
- 《전설의 마녀》 (2014년~2015년, MBC) - 배청자의 딸에게 행패부리는 남자 역
- 《오!필승 봉순영》 (2014년, SBS)
- 《하녀들》 (2014년, JTBC)
- 《미세스 캅》 (2015년, SBS) - 까를로스 역
- 《빛나거나 미치거나》 (2015년, MBC)
- 《호구의 사랑》 (2015년, tvN)
- 《화정》 (2015년, MBC)
- 《엄마》 (2015년, MBC)
- 《장사의 신 - 객주 2015》 (2015년, KBS2)
- 《육룡이 나르샤》 (2015년, SBS) - 탈영병 역
- 《화려한 유혹》 (2015년, MBC)
- 《마을 - 아치아라의 비밀》 (2015년, SBS)
- 《리멤버 - 아들의 전쟁》 (2015년, SBS)
- 《미세스 캅 2》 (2016년, SBS)
- 《내 사위의 여자》 (2016년, SBS)
- 《당신은 선물》 (2016년, SBS)
- 《백희가 돌아왔다》 (2016년, KBS2)
- 《옥중화》 (2016년, MBC) - 영만 역
- 《다시 시작해》 (2016년, MBC)
- 《구르미 그린 달빛》 (2016년, KBS2)
- 《쇼핑왕 루이》 (2016년, MBC)
- 《월계수 양복점 신사들》 (2016년, KBS2)
- 《낭만닥터 김사부》 (2016년, SBS) - 진상환자 역
- 《피고인》 (2017년, SBS) - 배달원 역
- 《하백의 신부 2017》 (2017년, tvN) - 핸드폰판매직원 역
- 《초인가족 2017》 (2017년, SBS)
- 《안단테》 (KBS1, 2017년)
- 《힘쎈여자 도봉순》 (2017년, JTBC)
- 《구해줘》 (2017년, OCN) - 고추장 역
- 《귓속말》 (2017년, SBS) - 택배기사 역
- 《브라보 마이 라이프》 (2017년, SBS)
- 《최강 배달꾼》 (2017년, KBS2)
- 《의문의 일승》 (2017년, SBS)
- 《그냥 사랑하는 사이》 (2017년, JTBC) - 파인애플 장수 역
- 《키스 먼저 할까요》 (2018년, SBS)
- 《그녀로 말할 것 같으면》 (2018년, SBS) - 어깨 역
- 《마성의 기쁨》 (2018년, 드라맥스 & MBN) - 예능 '스타 서바이벌-지옥의 생존자'의 진행자 역
- 《EXIT》 (2018년, SBS)
- 《으라차차 와이키키》 (2018년, JTBC)
- 《친애하는 판사님께》 (2018년, SBS) - 조정만 역
- 《배드파파》 (2018년, MBC) - 포토그래퍼 역
- 《흉부외과 - 심장을 훔친 의사들》 (2018년, SBS) - 무당(박도창) 역
- 《나인룸》 (2018년, tvN)
- 《플레이어》 (2018년, OCN) - 박춘재 역
- 《계룡선녀전》 (2018년, tvN) - 토마스 김 역
- 《닥터 탐정》 (2019년, SBS) - 하진학 역
- 《리갈하이》 (2019년, JTBC)
- 《스토브리그》 (2020년, SBS) - 특별출연 브로커 역
- 《화양연화》 (2020년, tvN) - 과거형사 역
- 《한 번 다녀왔습니다》 (2020년, KBS2) - 감독 역
- 《마우스》 (2021년, tvN) - 무치부 역
- 《드라마스테이지2021ep.안녕 도로시》 (2021, tvN) - 장사장 역
- 《모범택시》 (2021년, SBS) - 심우섭 역
- 《멀리서 보면 푸른 봄》 (2021년, KBS2)
- 《마법을 걸다》 (2021년, Seezn) -강희 역
- 《지금 헤어지는 중입니다》 (2021년, SBS) -박사장 역
- 《그 해 우리는》 (2021년, SBS) - 창식 역
- 《이상한 변호사 우영우》 (2022년, ENA) - 박성남 역
- 《멘탈코치 제갈길》 (2022년, tvN) - 오복태 역
- 《방과 후 전쟁활동》 (2023년, TVING) - 흰머리 역
- 《로드 투 외과의사》 (2025년, tvN) -

### 연극
- 《죽여주는 이야기》 (2009년) - 바보레옹 역

### 예능
- 《불후의 명곡 - 전설을 노래하다》 (KBS2)

## 수상 및 후보
| 연도 | 시상식       | 부문            | 작품      | 결과 |
| ---- | ------------ | --------------- | --------- | ---- |
| 2019 | SBS 연기대상 | 남자 신인연기상 | 닥터 탐정 | 후보 |